# N.P. Hansen
N.P. Hansen var en dansk atlet medlem af Københavns FF (senere Københavns IF) som 1893 satte dansk rekord på 5000 meter med 17:22,2.
| Atletikudøver | Spire Denne biografi om en dansk atletikudøver er en spire som bør udbygges. Du er velkommen til at hjælpe Wikipedia ved at udvide den. |